# Quartinus
Quartinus (†235) was een usurpator ten tijde van de crisis van de derde eeuw in het Romeinse Rijk.

## Context
Keizer Severus Alexander werd in maart 235 in Mogontiacum, Germania Superior vermoord. De Romeinse troepen in het Oosten riepen Quartinus, een persoonlijke vriend van Severus uit tot nieuwe keizer. Quartinus was met deze aanstelling niet opgezet en werd later door de legeraanvoerder Macedo vermoord. Macedo stuurde het hoofd van Quartinus naar de nieuwe keizer Maximinus I Thrax in de hoop te worden gepromoveerd. Macedo werd uiteindelijk terechtgesteld.
Er zijn vermoedens, dat Quartinus nooit heeft bestaan.